# Granatwerfer 42

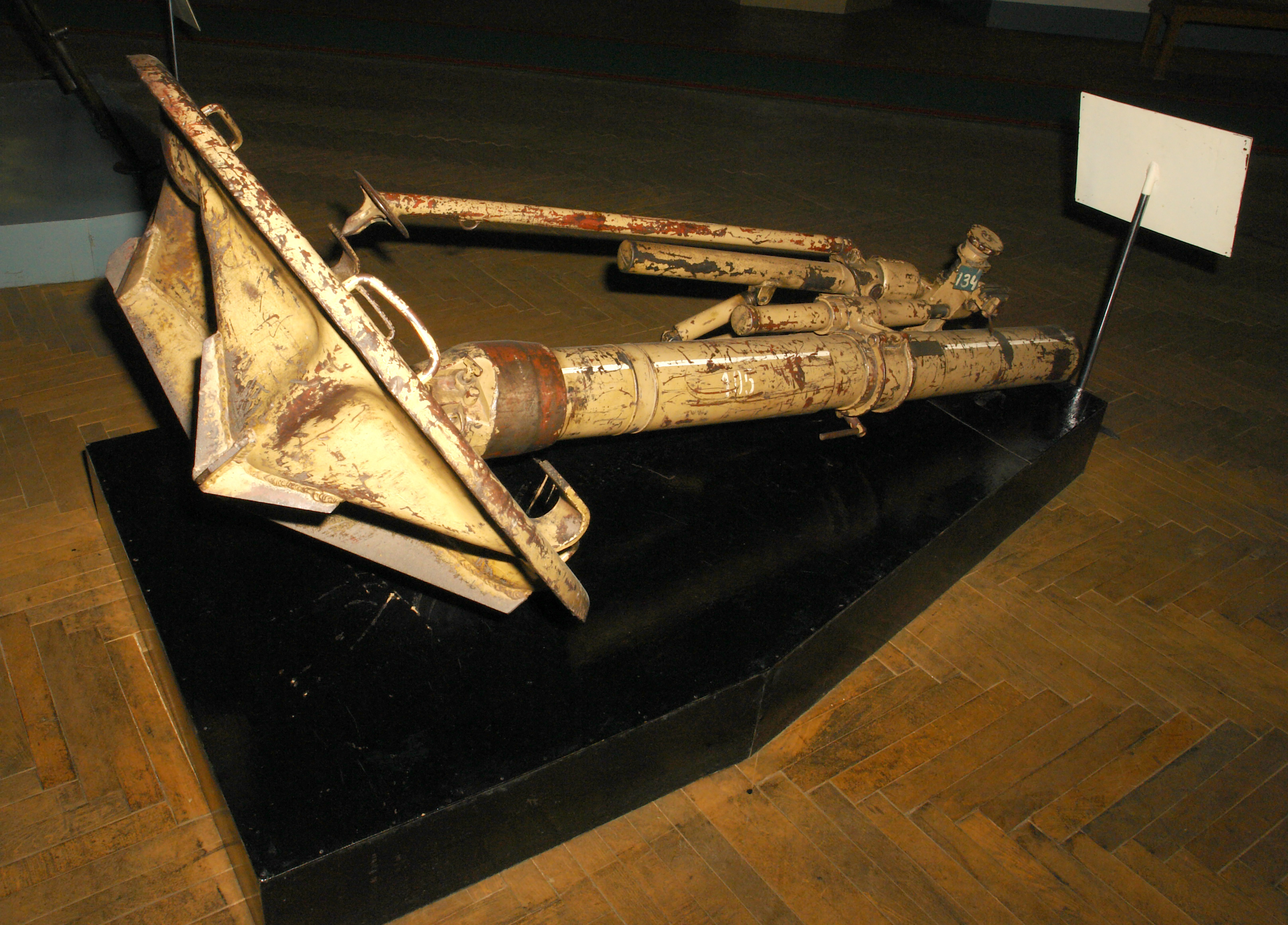

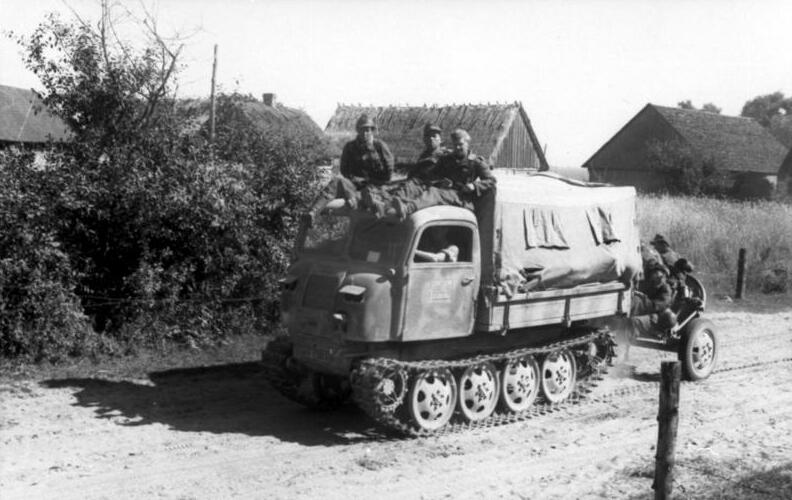
Миномет в прицепе за тягачом RSO

12-cm Granatwerfer 42 (нем. 12-см миномёт образца 1942 года) — немецкий 120-мм миномёт времён Второй мировой войны. Серийное производство миномётов было налажено на заводах Waffenwerke Brünn в Брно.

## Разработка
Создан на основе советского 120-мм миномёта обр. 1938 года в конце 1942 года. Основным отличием, видимым визуально, является барабаноподобное колёсико горизонтальной наводки вместо кривошипной рукоятки.
В 1941 году немцы захватили в качестве трофеев несколько сотен исправных советских 120-мм миномётов обр. 1938 года, а в оккупированном Харькове к ним попала и технологическая документация на этот миномёт. После проведённых испытаний было принято решение о начале производства подобного миномёта.

## Производство
Серийное производство миномёта началось в 1943 году. Первые миномёты поступили в войска в январе того же года.
Производство миномета:
| Год   | шт.  |
| ----- | ---- |
| 1943  | 3367 |
| 1944  | 4557 |
| 1945  | 537  |
| Всего | 8461 |

| 1  | 2  | 3   | 4   | 5   | 6   | 7   | 8   | 9   | 10  | 11  | 12 |
| -- | -- | --- | --- | --- | --- | --- | --- | --- | --- | --- | -- |
| 76 | 41 | 240 | 548 | 324 | 301 | 389 | 335 | 379 | 304 | 400 | ?  |

На 1 июля 1943 года в войсках числилось 1228 12cm GrW 42, а на 1 ноября — 2698.
В 1943 году по штатам дивизии вермахта должны были иметь: в пехотных по 24 штуки, в танковых по 16 штук, в воздушно-десантных — по 63 штуки 120-мм миномёта образца 1942 года. Стоимость одного 120-мм миномёта образца 1942 года составляла 1200 рейхсмарок.